# Канюки (Підляське воєводство)
Канюки (пол. Kaniuki) — село в Польщі, у гміні Заблудів Білостоцького повіту Підляського воєводства. Населення — 59 осіб (2011). Розташоване над річкою Нарвою.

## Історія
Вперше згадується 1576 року як Риболови. Сучасна назва походить від імені Канюк.
У 1975—1998 роках село належало до Білостоцького воєводства.

## Демографія
Демографічна структура станом на 31 березня 2011 року:
|          | Загалом | Допрацездатний вік | Працездатний вік | Постпрацездатний вік |
| -------- | ------- | ------------------ | ---------------- | -------------------- |
| Чоловіки | 29      | 0                  | 15               | 14                   |
| Жінки    | 30      | 0                  | 6                | 24                   |
| Разом    | 59      | 0                  | 21               | 38                   |